# باگرات سارگسیان
باگرات گاروشی سارگسیان (ارمنی: Բագրատ Գարուշի Սարգսյան؛ زادهٔ ۱۰ فوریهٔ ۱۹۵۹) یک سیاستمدار، مورخ و اهل ارمنستان است که از تاریخ ۲۰۰۷ تا تاریخ ۲۰۱۲ سمت نمایندگی دوره چهارم مجلس ملی جمهوری ارمنستان را برعهده داشت.

## زندگی‌نامه
در ۱۰ فوریهٔ ۱۹۵۹ در دغدزوت به دنیا آمد و از دانشکده تاریخ دانشگاه دولتی ایروان فارغ‌التحصیل شد. وی همچنین برنده مدال طلای یادبود فریتیوف نانسن شده است.